# Cratere Bordeaux
Bordeaux  è un cratere sulla superficie di Marte.